# Guribanhua
Guribanhua (kinesiska: 固日班花, 固日班花苏木) är en socken i Kina. Den ligger i den autonoma regionen Inre Mongoliet, i den norra delen av landet, omkring 810 kilometer öster om regionhuvudstaden Hohhot. Antalet invånare är 12869. Befolkningen består av 6 241 kvinnor och 6 628 män. Barn under 15 år utgör 16,0 %, vuxna 15-64 år 76 %, och äldre över 65 år 6,0 %.
Genomsnittlig årsnederbörd är 660 millimeter. Den regnigaste månaden är juli, med i genomsnitt 159 mm nederbörd, och den torraste är januari, med 4 mm nederbörd.